# Kaupichthys hyoproroides
Kaupichthys hyoproroides är en fiskart som först beskrevs av Strömman, 1896.  Kaupichthys hyoproroides ingår i släktet Kaupichthys och familjen Chlopsidae. Inga underarter finns listade i Catalogue of Life.